# جليكال

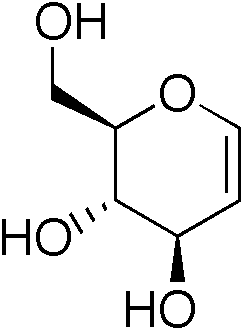
غلوكال ، جليكال يتكون من الجلوكوز

جليكال مصطلح يطلق علي السكريات التي لها رابطة مزدوجة بين ذرات الكربون 1 و 2 من الحلقة. لا ينبغي الخلط بين مصطلح جليكال ومصطلح ألكين أو السكر غير المشبع الذي يحتوي على رابطة مزدوجة في أي موضع بخلاف ذرات الكربون 1 و 2.

## تاريخ
تم تصنيع أول مركب جليكال بواسطة هيرمان إميل فيشر وكارل زاك في عام 1913.